# Jaime Espinal
Jaime Espinal, född 14 oktober 1984 i Santo Domingo, Dominikanska Republiken, är en puertoricansk brottare som tog OS-silver i mellanviktsbrottning vid de olympiska brottningstävlingarna 2012 i London. 